# Personer fra Narnia-fortællingerne
Dette er en liste over personer der optræder i Narnia-fortællingerne. En bogserie af C. S. Lewis.

## A
- Aravis Tarkheena: datteren af en Calormensk adel, der ønsker at gifte hen væk til en anden Calormensk adel. Hun flygter fra Calormen, gifter sig med Shasta (Cor) og bliver dronning af Ærkenland. (HD)
- Ardeeb Tisroc: tip, tip, tip oldefar til Aravis. (HD)
- Arsheesh: Shasta's "far" (HD)
- Aslan: "Den store løve" (Alle)

## B
- Bacchus: guden for vin og morskab (PC).  Navngivet efter den Romerske gud for vin
- Bar, Lord: Adel i Ærkenland (HD)
- Bæver Hr.: Den første Narniar der møder alle fire Pevensie børn. Ham og hans kone fortæller børnene om Narnia, før de leder dem til Aslan. I Disney filmen lægger Ray Winstone stemme til figuren.  (Lhg)
- Bæver, Fru: (Sammen med sin mand, Hr. Bæver) fortæller hun om Narnia til de fire Pevensie børn. I Disney filmen lagde den engelske komiker Dawn French stemme til figuren. (Lhg)
- Bern: en af de syv venner af kong Caspians far. (MR)
- Breehy-hinny-brinny-hoohy-hah (Bree forkortet) Hest, flygtede fra fangeskab i Calormen og følger Shasta (HD)
- Brummebjørnen (PC)

## C
- Caspian IX: Fadder til Caspian d. 10. (PC)
- Caspian X: eller Prins Caspian, kronet konge af Narnia med hjælp fra Aslan og Pevensie børnene. Derefter rejser han til verdens ende i sit skib, Morgenvanderen. Far til Prins Rilian. (PC,MR,SS)
- Cor: Konge af Ærkenland efter Lune, gik under navnet Shasta og giftede sig med Aravis. HD
- Corin : er den yngste tvillingebror til Cor (Shasta), søn af Kong Lune. (HD)
- Cornelius: Halv-dværg, halv-menneske, proffesor for Prins Caspian. (PC)

## D
- Datter af Ramandu: Gifter sig med Prins Caspian, dræbt af en grøn slange. (MR), (SS)

## E
Tekst mangler, hjælp os med at skrive teksten

## F
- Fader Jul: bringer gaver, julemanden. (Lhg)
- Fader tid: Gigant, vågner ved verdens undergang. (SS), (DSS)
- Fenris Ulven:
- Frank I: Først Konge af Narnia, tidligere carétkører i London. (TN)